# 小川力
小川 力（おがわ ちから、1950年 - ）は日本の政治活動家。立憲養正会代表者。北海道出身。

## 人物
- 立憲養正会で政治、日本文明を学ぶ。
- その後、青年部次長、宣伝局長、東京都連合支部長、編集室委員等を経て、現在代表
- 1983年、第37回衆議院議員総選挙に立候補したが、落選。

| スタブアイコン | サブスタブ | この項目は、まだ閲覧者の調べものの参照としては役立たない、人物に関連した書きかけの項目です。この項目を加筆・訂正などしてくださる協力者を求めています（P:人物伝/PJ:人物伝）。 |